# Toczenie koła

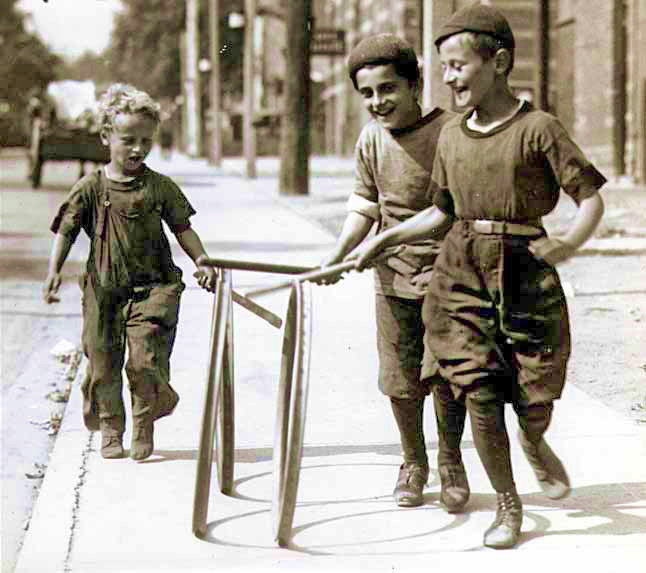
Kanadyjskie dzieci bawiące się w toczenie koła, Toronto 1922

Toczenie koła – prosta gra dziecięca o skromnym instrumentarium narzędziowym.
Gra polegała na umiejętnym toczeniu koła po podłożu (chodnik, plac) przy użyciu kija lub metalowego pręta, np. pogrzebacza. Urządzano wyścigi na czas lub konkursy najdłuższego toczenia. Zabawa była szczególnie popularna w okresie międzywojennym. Nie wymagała dużych nakładów finansowych, najczęściej stosowano staroużyteczne fajerki, felgi rowerowe, czy obręcze od beczek. Pierwsze przekazy o tego rodzaju poczynaniach pochodzą już ze Starożytnej Grecji.